# Stanisław Grzepski

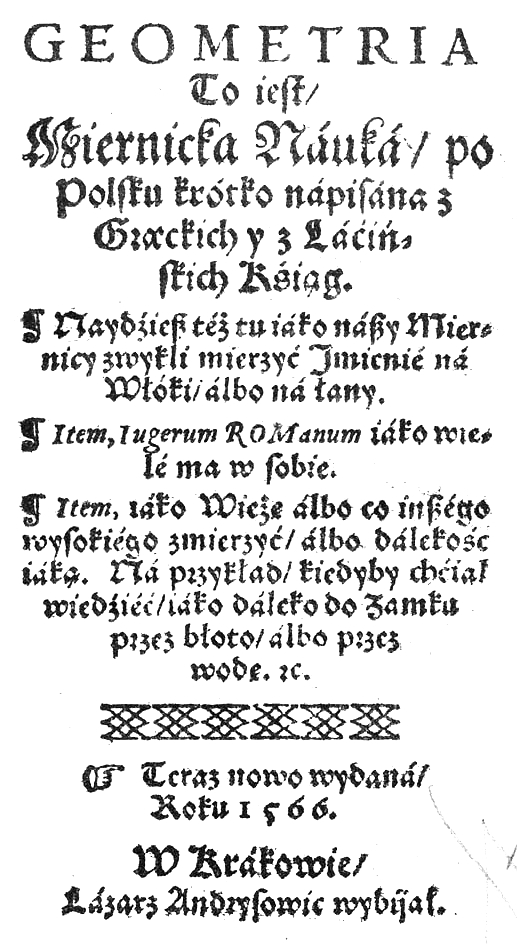
Najbardziej znana książka Stanisława Grzepskiego „Geometria to jest miernicka nauka” z 1566 roku

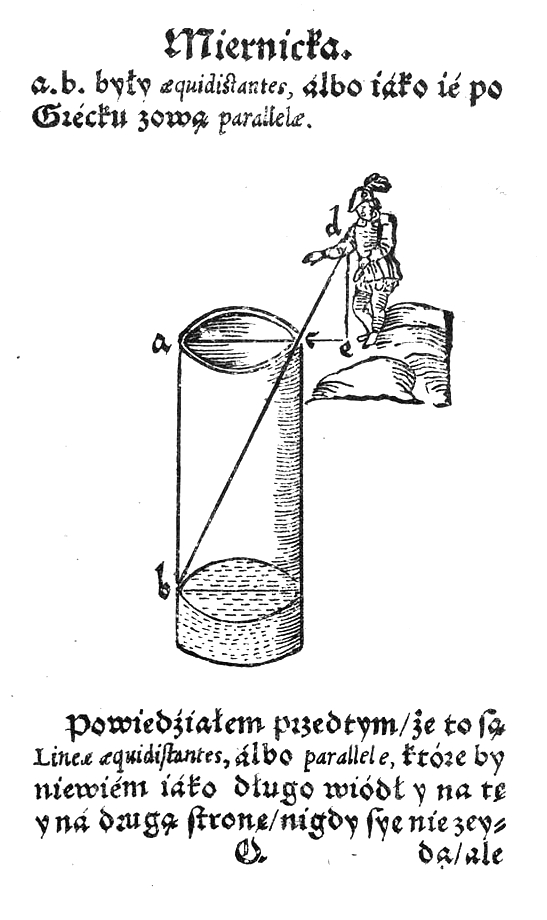
Sposób pomiaru głębokości z „Geometrii”.

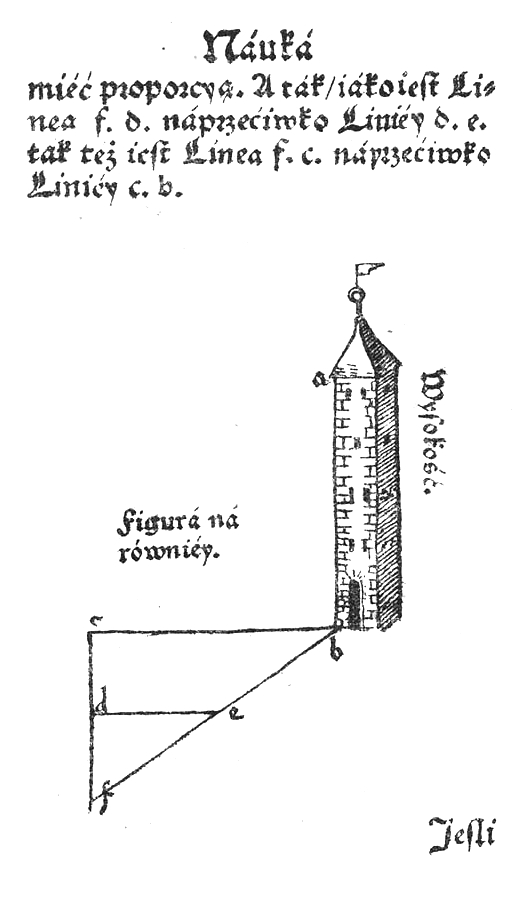
Sposób pomiaru wysokości z „Geometrii”.

Stanisław Grzepski (Grzebski) (ur. 1524 w Grzebsku (dawniej Grzepsk) koło Mławy, zm. 1570) – polski uczony renesansowy, profesor Akademii Krakowskiej i szlachcic herbu Świnka; polihistor – matematyk, historyk, filolog klasyczny (grecysta) oraz numizmatyk.

## Życiorys
Urodził się w 1524 roku w niewielkim rodowym folwarku o nazwie Grzebsk koło Mławy, należącym wówczas do starego rodu, wywodzącego się z mazowieckiej szlachty, który podupadł materialnie. Już jako dziecko zdradzał zdolności językowe, rozpoczynając samodzielną naukę. W wieku czternastu lat, w 1537 roku, wstąpił do Akademii Krakowskiej, gdzie rozpoczął naukę na wydziale filozofii. Na uczelni kontynuował również studia języków starożytnych. Jego pasją była filologia klasyczna, a zainteresowania językowe spowodowały, że wkrótce stał się poliglotą, który w dobrym stopniu opanował kilka starożytnych języków – łacinę, grekę, a w okresie późniejszym także język hebrajski.
W 1549 roku, ze względu na bunt żaków w Krakowie, do którego doszło 4 czerwca tego roku, nie otrzymał pierwszego stopnia naukowego, jaki mu przysługiwał na uniwersytecie – bakalaureatu. Opuścił miasto i przez kolejne siedem lat prowadził życie wędrownego żaka, odwiedzając oprócz rodzinnego Grzebska także Wrocław, Królewiec i Koźminek pod Kaliszem. We Wrocławiu nawiązał kontakt m.in. z drukarzem Andrzejem Winklerem.
W wieku 32 lat, w roku 1556, powrócił do macierzystej uczelni, gdzie złożył egzamin na bakałarza. Wkrótce po raz kolejny opuścił Kraków i udał się do Grzebska, gdzie – w zetknięciu z realiami gospodarskimi – podjął decyzję o karierze nauczycielskiej. Powrócił na krakowską uczelnię w 1562 roku i po złożeniu egzaminu magisterskiego został przyjęty do Kolegium Mniejszego. W roku 1567 powołany został do Kolegium Większego jako „profesor królewski”. Opłata, którą musiał wnieść za ten akces zubożyła go do tego stopnia, że jak podaje Jan Brożek „(...) pościeli żadnej nie miał, tylko wezgłówko skórzane, a pod głowę kładł sobie Pentateuchum albo, którą inną księgę grecką”.
Protektorem Grzebskiego był historyk Marcin Kromer.

## Działalność literacka
Znane są trzy książki na temat matematyki, literatury starożytnej oraz numizmatyki, które opublikował Stanisław Grzepski. Pierwszym dziełem były wydane po grecku Dwa poematy Grzegorza Nazyanzeńskiego napisane przez starochrześcijańskiego autora, św. Grzegorza z Nazjanzu, żyjącego w latach 330–389. Grzebski opatrzył je własnym obszernym komentarzem odautorskim, napisanym w języku łacińskim. Sławę przyniosło mu jednak drugie dzieło, na temat geometrii.

### Geometria Grzepskiego
W roku 1566 wydał pierwszy w Polsce podręcznik geodezji oraz miernictwa, napisany w języku polskim: Geometria, To jest Miernicka Nauka, po Polsku krótko napisana z Greckich i z Łacińskich ksiąg (Kraków, 1566). Dzieło jest uważane za pierwszą polską książkę techniczną. Ponieważ wiele greckich oraz łacińskich pojęć matematycznych nie miało wówczas żadnego odpowiednika w języku polskim Stanisław Grzepski w swoim dziele zaczął tworzyć polską terminologię nauk ścisłych. Terminy, dla których autor nie potrafił znaleźć odpowiedników, pozostawił po łacinie. Wiele terminów, które w języku staropolskim wprowadził Grzebski, ma dzisiaj jedynie znaczenie historyczne i nie jest używane. Kilka z nich, które autor zastosował po raz pierwszy, jest używane w języku polskim do dnia dzisiejszego.
Książka była podręcznikiem praktycznej geometrii. Był adresowany do zwykłych ludzi, zarówno mierniczych, jak i samouków, więc autor zastosował zwięzły i prosty język, który mógł być łatwo zrozumiany przez czytelników. Z tego względu wprowadził również pewne uogólnienia oraz unikał szczegółowych wyjaśnień, mających znaczenie jedynie akademickie i nieprzydatnych w praktyce. Ilustruje to fragment Geometrii, z charakterystyką punktu, linii, płaszczyzny i bryły (pisownia uwspółcześniona):

Ponkt jest który nie może być rozdzielon na części.

Linea jest co się na punkty dzieli.

Superficies jest co się dzieli na Linie.

Corpus jest co się dzieli na Superficies.

Albo tak:

Ponkt jest który nie ma żadnej długości ani szerokości ani miąższości.

Linea jest długość bez szerokości i miąższości.

Superficies która może być rzeczona zwierzchność jest szerokość bez miąższości.

Corpus które może być rzeczono hrubość jest co ma i długość i szerokość i miąższość.

Linea przewyższa punkt w tym że jest długa.

A Superficies przewyższa Linią w tym że jest szeroka.

Corpus zasię przewyższa Superficiem w tym że jest miąższe.

Corpus ma tedy ty trzy rzeczy że jest i długie i szerokie i miąższe.

Superficies tylko to dwoje ma że jest długa i szeroka.

Linea to jedno ma że jest długa.

Punkt nie ma nic.

### Dzieła
- Dwa poematy Grzegorza Nazyanzeńskiego,
- Geometria, To jest Miernicka Nauka, po Polsku krótko napisana z Greckich i z Łacińskich ksiąg (1566)[4],
- De multiplici siclo et talento hebraico (…) (1568)[5] – pol. O różnych rodzajach syklów i talentów

## Upamiętnienie
- Stanisławowi Grzepskiemu polski poeta, Melchior Pudłowski, poświęcił swoją fraszkę pt. Nagrobek Stanisławowi Grzepskiemu[6]:

Nauka, cnota, rozum i postępki święte

Tam z tobą w ten grób za raz z pośrodka nas wzięte.